# Oranjekoek

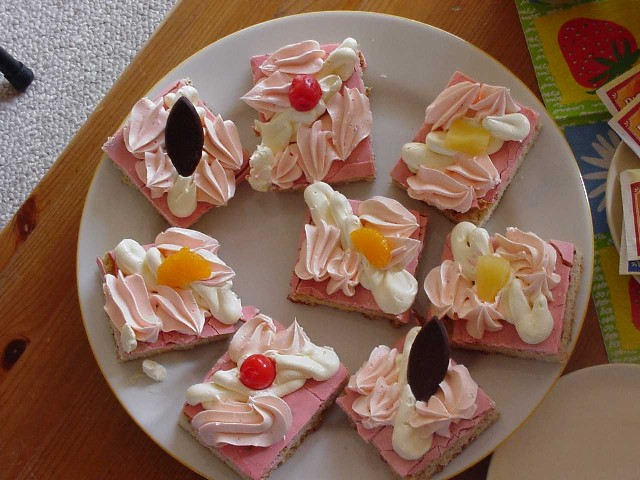
Stukjes Friese oranjekoek

Oranjekoek (Frysk: Oranjekoeke) is een typisch Friese lekkernij. De oranjekoek dankt zijn naam aan de gekonfijte dunne snippers sinaasappelschil die in de koek zijn meegebakken.
De oranjekoek bestaat traditioneel uit een plaatvormige koek, met daarop roze glazuur en een crèmeversiering. Op de crèmeversiering zijn gekonfijte vruchten of andere garneringen aangebracht.

## Geschiedenis
Germaanse volkeren kenden reeds rituelen met feestkoeken. In geboortekoeken werden daarbij vaak anijszaden verwerkt. De plaatkoeken werden gemaakt van het goedkoop verkrijgbare rogge; tegenwoordig wordt meestal tarwe gebruikt. Naast anijs werd ook honing en potas toegevoegd. De koeken hadden het voordeel dat ze vrij lang houdbaar waren en gesneden konden worden in elk gewenst formaat. De vorm veranderde in de loop der tijd in een rechthoek.
De naam "oranjekoek" kan pas na de middeleeuwen zijn ontstaan, omdat sinaasappels pas in de 17de eeuw algemener werden in Nederland. Het oudst bekende recept voor oranjekoek stamt uit 1753 Scheltema schrijft in 1830 dat het een typisch Fries gebak was dat vooral werd gebakken door bakkers rondom Leeuwarden en Heerenveen. Beide plaatsen waren residentie van de Oranje Nassaus, zodat de naam oranjekoek ook werd gelieerd aan deze familie.
Tijdens Sint Piter werd o.a. oranjekoek genuttigd. Hier werd om geloot en gedobbeld.

## Verschijningsvormen
Iedere bakker had zijn eigen, vaak streekgebonden recept dat van vader op zoon werd doorgegeven. Vooral in de Friese Wouden wordt door bakkers anijs in hun oranjekoeken gebruikt. In Noordwest-Friesland juist meer kaneel en in andere delen van Friesland wordt gember gebruikt. De oranjekoek kent dan ook vele verschijningsvormen. Dat gold naast oranjekoek evenzo voor andere Friese bakkersproducten als keallepoat, sûkerlatte, kruidkoek (met gember) en spekkoek (met sukade).
In de achttiende eeuw werden ook wel figuren in relief ingebakken in de plaatkoek. Op de koek kwam witte of roze suikerfondant. Vanaf 1900 werden ook figuren in botercrême gemaakt. Vanaf 1945 kreeg de koek vaak een tussenlaag van amandelspijs. De oranjekoek bestond toen uit één stuk dat als geheel was opgemaakt. Bij het opdienen waren de gesneden stukken daardoor vaak ongelijk. Vanaf de zeventiger jaren van de 20e eeuw werd oranjekoek steeds vaker voorgesneden verkocht. De voorgesneden vierkante stukjes oranjekoek werden steeds vaker per stuk opgemaakt en net als gebakjes geserveerd. Ook wordt in plaats van crème vaak slagroom toegepast en wordt de koek gevuld met amandelspijs of banketbakkersspijs.
In de twintigste eeuw verdwenen steeds meer bakkers door schaalvergroting. Daarmee verdween ook een deel van de diversiteit in signatuur van de oranjekoek. Daar tegenover staat dat er steeds meer variatie in vruchten kwam door het garneren met stukjes mandarijn, ananas, kiwi en druiven. Ook kwam er variatie in de versieringen in de vorm van chocolade. De koeken varieerden in de gebruikte decoraties, maar ook in de opgespoten crêmepatronen. In 2014 werden de laatste 93 nog zelf oranjekoek makende bakkers geïnventariseerd en in boekvorm uitgegeven door Tryntsje Nauta.
Sinds 2007 wordt het Fries kampioenschap oranjekoek bakken gehouden.
De allergrootste oranjekoek werd gemaakt op 27 mei 2006 door de bakkers van Sneek. De koek had een oppervlak van 117,5 vierkante meter.